# Gollhofen
Gollhofen (fränkisch: Gollhoufa) ist eine Gemeinde im Landkreis Neustadt an der Aisch-Bad Windsheim in Mittelfranken. Sie ist Mitglied der Verwaltungsgemeinschaft Uffenheim.

## Geografie

### Lage
Die Gemeinde liegt auf halber Strecke zwischen Würzburg und Ansbach in der Ebene des Gollachgaus. Durch das Gemeindegebiet, das größtenteils aus Acker- und Grünland besteht, fließt die Gollach.

### Nachbargemeinden
Nachbargemeinden sind (von Norden beginnend im Uhrzeigersinn): Ippesheim, Weigenheim, Uffenheim, Simmershofen, Hemmersheim, Oberickelsheim.

### Gemeindegliederung
Die Gemeinde hat zwei Gemeindeteile (in Klammern ist der Siedlungstyp angegeben):
- Gollachostheim (Kirchdorf)
- Gollhofen (Pfarrdorf)

Außerdem gibt es die Wohnplätze Herrenmühle, Jörgleinsmühle, Stoffelsmühle und Ziegelhütte.
Es gibt auf dem Gemeindegebiet die Gemarkungen Gollachostheim und Gollhofen. Die Gemarkung Gollhofen hat eine Fläche von 11,232 km². Sie ist in 1456 Flurstücke aufgeteilt, die eine durchschnittliche Fläche von 7714,49 m² haben.

## Geschichte
Gollhofen gehört zu den im Jahr 742 bei der Gründung des Bistums Würzburg genannten Orten, als der Hausmeier Karlmann insgesamt 26 (merowingische) Königskirchen, dem neuen Bistum zu seiner Ausstattung schenkte. Die Kirche in Gollhofen war Johannes dem Täufer geweiht und damit ein Mittelpunkt des frühmittelalterlichen Gollachgaus mit einer Urpfarrei. 752 wurde Gollhofen erneut erwähnt, in der Schenkung von Fiskalgütern durch König Pippin an das Bistum Würzburg. Das Bestimmungswort des Ortsnamens ist der Fluss Gollach.
Gegen Ende des Hochmittelalters gelangte die Herrschaft über Gollhofen an die Herren von Hohenlohe, von ihnen auf dem Erbweg an die Schenken von Limpurg, die von der ehemals hohenlohischen Burg Speckfeld aus eine kleine Grafschaft in Franken aufbauten, zu der Sommer- und Winterhausen mit Lindelbach, Einersheim, Hellmitzheim und Possenheim, der einst hohenlohische Forst großer Limpurger und auch das reiche Bauerndorf Gollhofen gehörten. Kurz nach 1700 starben die Schenken von Limpurg aus, ihre fränkische Grafschaft Speckfeld fiel an die  aus den Niederlanden stammenden Grafen von Rechteren-Limpurg, die Einersheim bis nach dem Zweiten Weltkrieg besaßen.
Mit dem Gemeindeedikt (frühes 19. Jahrhundert) wurde der Steuerdistrikt Gollhofen gebildet. Zu diesem gehörten Herrenmühle, Stoffelsmühle und Ziegelhütte. Zugleich entstand die Ruralgemeinde Gollhofen, die deckungsgleich mit dem Steuerdistrikt war. Sie war in Verwaltung und Gerichtsbarkeit dem Landgericht Uffenheim zugeordnet und in der Finanzverwaltung dem Rentamt Uffenheim (1919 in Finanzamt Uffenheim umbenannt). Nach 1829 erfolgte die Überweisung an das Herrschaftsgericht Markt Einersheim. Nach dessen Auflösung im Jahr 1849 war wieder das Landgericht Uffenheim zuständig. Ab 1862 war das Bezirksamt Uffenheim für die Verwaltung zuständig (1939 in Landkreis Uffenheim umbenannt). Die Gerichtsbarkeit blieb beim Landgericht Uffenheim (1879 in Amtsgericht Uffenheim umbenannt), seit 1973 ist das Amtsgericht Neustadt an der Aisch zuständig. Die Gemeinde hatte 1964 eine Gebietsfläche von 11,215 km².
Gollhofen wurde 1945 zum großen Teil durch Beschuss der US Army zerstört. 1950 war der Ort im alten Baustil wiederhergestellt.

### Eingemeindungen
Am 1. Mai 1978 wurde im Zuge der Gebietsreform in Bayern die Gemeinde Gollachostheim in die Gemeinde Gollhofen eingegliedert.

### Einwohnerentwicklung
Von 1988 bis 2018 stieg die Einwohnerzahl von 781 auf 870 um 89 Einwohner bzw. um 11,4 %.
Gemeinde Gollhofen
| Jahr      | 1987   | 2007   | 2008   | 2009   | 2010   | 2011   | 2012   | 2013   | 2014   | 2015   | 2016   | 2017   | 2018   | 2019   | 2020   | 2021   | 2022   |
| Einwohner | 786    | 815    | 817    | 814    | 820    | 836    | 828    | 810    | 830    | 833    | 851    | 864    | 870    | 860    | 867    | 887    | 899    |
| Häuser    | 214    |        |        |        |        |        |        | 261    | 262    | 265    | 266    | 268    | 271    | 271    | 277    | 280    | 285    |
| Quelle    | [ 16 ] | [ 17 ] | [ 17 ] | [ 17 ] | [ 17 ] | [ 17 ] | [ 17 ] | [ 17 ] | [ 17 ] | [ 17 ] | [ 17 ] | [ 18 ] | [ 19 ] | [ 20 ] | [ 20 ] | [ 20 ] | [ 20 ] |

Ort Gollhofen (= Gemeinde Gollhofen bis zur Gebietsreform)
| Jahr      | 1818   | 1840   | 1852   | 1855   | 1861   | 1867   | 1871   | 1875   | 1880   | 1885   | 1890   | 1895   | 1900   | 1905   | 1910   | 1919   | 1925   | 1933   | 1939   | 1946   | 1950   | 1952   | 1961   | 1970   | 1987   | 2014   |
| Einwohner | 609    | 680    | 696    | 686    | 721    | 705    | 724    | 722    | 758    | 696    | 662    | 661    | 661    | 647    | 660    | 645    | 684    | 662    | 630    | 693    | 744    | 777    | 670    | 673    | 561    | 638    |
| Häuser    | 128    | 132    |        |        |        |        | 145    |        |        | 144    | 142    |        | 143    |        |        |        | 128    |        |        |        | 115    |        | 138    |        | 153    |        |
| Quelle    | [ 10 ] | [ 21 ] | [ 22 ] | [ 22 ] | [ 23 ] | [ 24 ] | [ 25 ] | [ 26 ] | [ 27 ] | [ 28 ] | [ 29 ] | [ 22 ] | [ 30 ] | [ 22 ] | [ 31 ] | [ 22 ] | [ 32 ] | [ 22 ] | [ 22 ] | [ 22 ] | [ 33 ] | [ 22 ] | [ 12 ] | [ 34 ] | [ 16 ] | [ 35 ] |

## Politik

### Gemeinderat
Der Gemeinderat besteht nach der Gemeinderatswahl 2020 unverändert aus acht Mitgliedern:
- Freie Wählergemeinschaft: sechs Sitze
- Wählervereinigung Gollachostheim: zwei Sitze

### Bürgermeister
Heinrich Klein (* 1960) von der Freien Wählergemeinschaft ist seit Mai 2014 Erster Bürgermeister. Er wurde am 15. März 2020 mit 92,3 % der Stimmen wiedergewählt. Zuvor hatte Werner Pfadler (Freie Wählergemeinschaft) das Amt von 1990 bis 2014 inne.

### Wappen
| Wappen von Gollhofen | Blasonierung: „Unter rotem Schildhaupt, darin vier gekürzte silberne Spitzen, in Blau ein aufrechter silberner Streitkolben, dem zwei schräg gekreuzte goldene Kornähren unterlegt sind.“ |
| Wappen von Gollhofen | Wappenbegründung: Die vier weißen Spitzen und der silberne Streitkolben sind dem Wappen der Schenk von Limpurg entnommen. Sie erinnern an die einstige Zugehörigkeit Gollhofens zur Herrschaft Speckfeld der Grafschaft Limburg-Speckfeld. Die beiden Kornähren stellen die Fruchtbarkeit des Gollachgaues dar. Dieses Wappen wird seit 1980 geführt. |

Eine Gemeindeflagge gibt es nicht.

## Kultur und Sehenswürdigkeiten

### Baudenkmäler
Neben der bedeutenden Pfarrkirche am Südrand des Dorfes inmitten einer gut erhaltenen Ummauerung des Friedhofes („Kirchenburg“) sind zu erwähnen:
- Kappelbrunnen auf dem Dorfplatz, 17. oder 18. Jahrhundert, drei Steinsäulen, Zwiebeldach,
- gräflich limpurgisches Amtshaus von 1751, zweigeschossiges verputztes Walmdachhaus mit limpurgischem Wappen von 1751. Dort befand sich laut Ramisch eine früher hohenlohische, dann limpurgische Zollstation an der Überlandstraße von Würzburg über Ochsenfurt und Uffenheim nach Ansbach, die schon im Spätmittelalter bezeugt ist.

## Wirtschaft
Gollhofen ist landwirtschaftlich geprägt und hatte 2010 rund 1400 Hektar Ackerland. Die Lößlehmböden des flachwelligen Uffgenheimer Gaus, zu dem Gollhofen zählt, sind äußerst fruchtbar, können gut Wasser speichern und sind gut zu bearbeiten. Deswegen spielt der Anbau von Zuckerrüben eine starke Rolle. In Gollhofen gibt es eine Ziegelfabrik (Firma Schöller), ein kleines Betonmischwerk und einige Handwerksbetriebe. An der Autobahnauffahrt Uffenheim-Gollhofen ca. 2,5 km nördlich des Dorfes hat sich in Zusammenarbeit mit den Nachbargemeinden ein kleines Gewerbegebiet mit Autohof entwickelt.

## Infrastruktur

### Energie
Die Gemeinde wurde in der Saison 2006/07 „deutscher Meister“ in der Solarbundesliga. Seit 2011 wird der Windpark Gollhofen-Rodheim betrieben.

### Verkehr
Die Bundesstraße 13 führt nach Uffenheim (4 km südöstlich) bzw. zur Anschlussstelle 105 der Bundesautobahn 7 (2,5 km nordwestlich). Die Staatsstraße 2419 führt über Herrnberchtheim nach Ippesheim (4 km nordöstlich). Die Kreisstraße NEA 41 führt über Gollachostheim nach Hemmersheim (7 km westlich) bzw. an Geckenheim vorbei nach Weigenheim (5 km östlich). Eine Gemeindeverbindungsstraße führt nach Brackenlohr (2,7 km südwestlich).

## Persönlichkeiten
- Wilhelm Sebastian Schmerl (1879–1963), Chefredakteur des Evangelischen Sonntagsblatts für Bayern, wirkte um 1900 in Gollhofen als evangelischer Pfarrer